# 硝酸四乙腈合铜(I)
硝酸四乙腈合铜(I)是一种配位化合物，化学式[Cu(CH3CN)4]NO3。

## 制备及性质
硝酸四乙腈合铜(I)可由铜粉和硝酸银的乙腈溶液反应得到。硝酸铜和铜在热的乙腈中反应亦可得到硝酸四乙腈合铜(I)。它在失去溶剂分子时即发生歧化反应：
2 [Cu(CH3CN)4]NO3 → [Cu(CH3CN)4](NO3)2 + Cu + 4 CH3CN
其乙腈溶液可以和硫脲或2,9-二甲基-1,10-菲啰啉发生配体取代反应，得到相应的配合物[Cu(TU)n]NO3（n=2或4）及[Cu(Me2Phen)2]NO3。
纯净的硝酸亚铜目前尚属未知，仅获得过其配合物。